# Колониа (Понпеи)
Колониа (англ. Kolonia) — административный центр штата Понпеи, одного из штатов Федеративных Штатов Микронезии. Расположен в северной центральной части острова Понпеи. Колониа была бывшей столицей Федеративных Штатов Микронезии, прежде чем ее заменил Паликир в 1989 году, расположенный неподалёку на юго-западе в муниципалитете Сокес. Город расположен в северной центральной части острова Понпеи. Ранее он был частью муниципалитета Нетт, но с мая 1965 года стал отдельным муниципалитетом. Население города составляло 6074 человека (перепись 2010 года). Это крупнейший населенный пункт Понпеи и торговый центр острова. Площадь земельного участка Колонии составляет 1,84 км².

## История
На историю Колониа наложили глубокий отпечаток многочисленные иностранные оккупанты Понпеи, и свидетельства их былого присутствия можно найти по всему городу и острову. Традиционно центр власти Понпеи находился в Мадоленимве, в юго-восточной части острова. Район, ныне известный как Колониа, назывался Месениенг , что означает «лицо ветра» или «встречный ветер». Испания впервые построила город в 1887 году как административную и военную столицу и назвала его Сантьяго-де-ла-Асенсион. Форт, от которого остались руины, известные как Испанская стена, был построен для защиты колониального правительства и гарнизона.
В 1899 году, в результате испано-американской войны, Германия выкупила Понпеи у Испании вместе с остальными Каролинскими островами и создала окружное управление в Колониа. Были построены дороги, причалы и возведены здания (сохранились церковная колокольня и кладбище), но город оставался относительно небольшим, так как на остров прибыло немного немецких и других иностранных поселенцев. Колониа и северный Понпеи были опустошены тайфуном в 1905 году.
Япония оккупировала Понпеи в первые недели Первой мировой войны, как и другие немецкие острова к северу от экватора. В отличие от предыдущих оккупантов, японцы привезли в Микронезию тысячи поселенцев, численность которых на некоторых островах превышала коренное население. Эти поселенцы, большинство из которых были окинавцами, значительно расширили инфраструктуру, а также основали поселения в других частях Понпеи. Посетители Колониа в 1930-х годах сообщали, что они могли пройти вдоль улицы Намики (ныне улица Каселелхи) под навесами лавочников и не промокнуть под дождём.
Во время Второй мировой войны большая часть Колониа была разрушена, поскольку на город и островные объекты было сброшено 118 тонн американских бомб, 600 зажигательных бомб, город и побережье интенсивно обстреливалось корабельной артиллерией. Понпеи не были затронуты время десантными операциями на тихоокеанских островах, но ржавые обломки японской военной техники все ещё видны по всему острову. Город был перестроен и расширен во время правления военно-морского флота США, а затем под управлением Министерства внутренних дел США. Конституционный референдум в Федеративных Штатах Микронезии и Договор о свободной ассоциации с США привели к обретению независимости в 1986 году.
Сегодня строительство в различных частях города продолжается, все основные и второстепенные улицы Колониа заасфальтированы, и установлены уличные указатели. Город Колониа может похвастаться правительственными учреждениями штата Понпеи, государственными и частными школами, продуктовыми магазинами, ресторанами, барами, отелями и молитвенными домами различных религиозных конфессий.
Международный аэропорт Понпеи (код IATA: PNI) расположен на небольшом острове Декетик и соединен с Колониа мостом Декетик.
Соединенные Штаты, Австралия, Китай и Япония разместили свои посольства в Колониа, хотя столица Федерации сейчас находится в Паликире. В Колониа работает ряд иностранных волонтерских групп, в том числе Корпус мира, Японские волонтеры заморского сотрудничества (JOCV или JICA), WorldTeach, Красный Крест, Иезуитский волонтерский корпус, Испанские миссионеры-мерседарианцы из Берриза, Общество охраны природы Понпеи (CSP) и Тихоокеанская миссионерская авиация (PMA).

## Образование
Департамент образования штата Понпеи управляет государственными школами:
- Центральная школа острова Понпеи (бывшая Центральная школа острова Тихого океана или PICS)
- Начальная школа Колониа
- Начальная школа Ohmine.

Частные школы:
- Христианская академия на Голгофе
- Средняя школа адвентистов седьмого дня
- Католическая средняя школа Богоматери Милосердия в Колониа.

Музей Лидоркини находился в Колониа до своего закрытия в 2012 году.